# Ferdinando Maria Baccilieri
Ferdinando Maria Baccilieri (14. května 1821, Finale Emilia – 13. července 1893, Crevalcore) byl italský římskokatolický kněz, člen III. řádu servitů, zakladatel kongregace Služebnic Marie z Galeazzy. Katolická církev jej uctívá jako blahoslaveného.

## Život
Narodil se dne 14. května 1821 ve vesnici Campodoso v obci Finale Emilia v provincii Modena. Pokřtěn byl 15. května téhož roku. V dětství navštěvoval školu, kterou vedli jeho rodiče. Poté studoval u barnabitů v Boloni a u jezuitů ve Ferraře.
Při svém studiu u jezuitů se cítil být povolán k zasvěcenému životu. Toužil se také připojit k misiím ve východních zemích, ale tato touha se nikdy neuskutečnila. Rozhodl se vstoupit do jezuitského řádu v Římě, ale jeho špatný zdravotní stav jej přiměl vrátit se domů. Absolvoval studia teologie, filozofie a také obojího práva a dne 2. března 1844 byl vysvěcen na kněze. V roce 1851 byl poslán do farnosti Galeazza Pepoli v obci Crevalcore poblíž Boloně, kde se stal farním vikářem. V roce 1855 vstoupil do III. servitského řádu.
V roce 1867 ztratil hlas, pročež byl nucen psát homilie a nechat je přednášet ostatními. Navzdory tomu zpovídal a věnoval se práci ve farním společenství. V roce 1862 otevřel malý řeholní dům pro dívky a v roce 1866 jej formalizoval podle řehole. Z této komunity vznikla jím založená ženská řeholní kongregace Služebnic Marie z Galeazzy. Jím založená kongregace se věnovala náboženské výuce dětí a starala se o poskytování pomoci nemocným. Byl známý svými pokrokovými názory na křesťanské postoje k chudým, o které také pečoval. Staral se také o sirotky. Především však byl známý jako duchovní vůdce, kdy zpovídal někdy až šestnáct hodin za den. Učil italštinu a latinu seminaristy ve Finale Emilia.
Zemřel dne 13. července 1893 v Galeazze v obci Crevalcore, kde jsou také uchovávány jeho ostatky.

## Úcta
Jeho beatifikační proces započal dne 19. ledna 1979, čímž obdržel titul služebník Boží. Dne 6. dubna 1995 jej papež sv. Jan Pavel II. podepsáním dekretu o jeho hrdinských ctnostech prohlásil za ctihodného. Dne 3. července 1998 byl uznán zázrak na jeho přímluvu, potřebný pro jeho blahořečení.
Blahořečen pak byl dne 3. října 1999 na Svatopetrském náměstí papežem sv. Janem Pavlem II.
Jeho památka je připomínána 13. července. Bývá zobrazován v kněžském oděvu. Je patronem jím založené kongregace.